# Paul Kane
Paul Kane (født 3. september 1810 i Mallow, Irland, død 20. februar 1871 i Toronto, Ontario, Canada) var en irskfødt, men canadisk bosat kunstner. Inspireret af Catlin indskrev han sig i historien med sine skitser og malerier af oprindelige folk i Canada, som han så på sin ekspedition vestpå gennem vildmarken til Stillehavet og retur i 1846-1848. Hans malerier er gengivet i bøger om de nordamerikanske indianere,:3  og fagfolk citerer fra bogen bygget over hans rejsenotater ”Wanderings of an Artist among the Indians of North America”.:76 
Samtiden fandt behag i hans malede skildringer af indianerlivet og vestens uberørte landskaber. Eftertiden kritiserer Kane for at romantisere over de ædle vilde i harmoni med naturen uden at antyde undergravningen af deres levevis fra hans egen nation og uden at prøve at ændre eller bremse forløbet.:36 

## Barndom, opvækst og det tidlige voksenliv
Paul Kane var det sjette barn ud af i alt fire piger og fire drenge i ægteskabet mellem Michael Kane og Frances Loach. Omkring 1819 emigrerede familien fra Irland til York (Toronto) i Canada.:4 
Som ung mand dekorerede Kane møbler, og fra 1830 og tre år frem modtog han muligvis kunstundervisning af Thomas Drury i Upper Canada College. Han udstillede nogle landskabsmalerier for første gang i 1834. Senere samme år flyttede han til Cobourg, Ontario. Han kan have arbejdet som møbel-dekoratør for en lokal møbelsnedker, F. S. Clench, mens han samtidig fik bestillinger på portrætter af byens borgere.:4 
I 1853 indgik han ægteskab med den 30 årige Harriet Clench, datter af møbelsnedker Clench. Hun var da en anerkendt kunstner.:4  Parret fik fire børn.:9 

## De første rejser: USA, Europa og Lake Huron
Kane krydsede grænsen til USA i 1836, og de næste fem år rejste ham omkring i staterne og malede.
I juni 1841 drog han på en længe planlagt dannelsesrejse til Italien via Frankrig. Her kopierede han udstillede portrætter i museer og lavede skitser af skulpturer samt italiensk arkitektur.:5  Han kom til London i oktober 1842, hvor Catlin udstillede sine malerier af indianere. Der er intet bevis for, at Kane så udstillingen og drejede sin karriere ind på samme spor som Catlins; men det anses for mere end sandsynligt.:6 
Tilbage i USA i 1843 og atter i Toronto i 1845 planlagde Kane sit fremtidige virke som billedskildrer af den indianske race, inden denne uundgåeligt måtte bukke under. Hans første færd langs Lake Huron blev uventet stoppet efter fem måneder, da han manglede tilladelse til at rejse ind i Hudson's Bay Companys territorium.:7 

## Ekspeditionen vestpå
Kane startede på sin lange tur vestpå i maj 1846 med tilladelse samt praktisk støtte fra Hudson's Bay Company. Undervejs fulgtes han til lands og til vands med både pelsfirmaets opkøbere samt hyrede, lokalkendte vejvisere. Han tog notater og lavede hundredevis af skitser af de forskellige indianere og deres materielle kultur, men også af de gennemrejste landskaber og af sine værters handelsposter, hvor han fik logi. Kane indsamlede nogle etnografiske genstande som f.eks. indianske lædertasker på turen.:8 
Atter i Toronto i oktober 1848 begyndte Kane på en bestilt produktion af 100 malerier med både konstruerede og autentiske motiver set eller overværet under ekspeditionen.:8 

## De 100 malerier og bogen om ekspeditionen
Kane leverede serien på 100 oliemalerier i 1856.:8  Serien rummer både portrætter og malede skildringer af indfødte folk i aktivitet. Over 30 stammer er repræsenteret,:35  f.eks. blackfoot -, cowlitz -, plains cree -, colville -, nez percé - og saulteaux stammen. Handelsstationen Fort Edmonton ved North Saskatchewan River og Cackabakah vandfaldet er motiverne på andre lærreder.
En anden og anonym skribent end Paul Kane forfattede teksten til ”Wanderings of an Artist among the Indians of North America” ud fra Kanes notesbog. Bogen udkom i London i 1859 med 21 illustrationer, heraf otte i farve. Skønt bogen blev oversat til dansk, tysk og fransk, levede salget ikke op til Kanes forhåbninger.:10 

## Paul Kanes videre liv og sidste år
Færdiggørelsen af de 100 oliemalerier var højdepunktet i Kanes karriere. Han drev et atelier i Toronto til 1864 uden at gøre sig specielt bemærket. Synet svigtede ham måske de sidste år af hans liv. Han døde i februar 1871 og ligger begravet på St. James Cemetery i Toronto.:10 

## Kanes eftermæle
Kane har af eftertiden fået kritik for flere af sine malerier, hvor han blander elementer fra forskellige oprindelige kulturer sammen eller frit retter ”mangler” ved sine modeller.:38  Et portræt af en nez percé (”gennemhullet næse”) viser en mand med en spids benstump stukket gennem næsen, skønt nez percéerne ikke brugte denne slags kropsudsmykning.:37 
Kanes bog har vist sig at indeholde passager, der intet står om i hans notesbog.:38 
Værdien af Paul Kanes arbejder ligger i hans mange umiddelbare og upyntede skitser med blyant eller akvarel af Canadas oprindelig befolkninger samt indholdet i notesbogen ført af ham under sin ekspedition.:36 

## Billeder
| - Paul Kane portrætteret - Selvportræt, ca. 1845 - Atelierfoto, 1850'erne - Oliemaleri af Frederick Arthur Verner (en) Slutningen af 1860'erne |

| - Portrætmalerier af indfødte amerikanere / indianerportrætter - Krigeren Wah-pus, 1845 - Skinpah-høvdingen Mancemuckt, 1947 Portrait of the Skinpah chief Mancemuckt - Mah-Min, ca. 1848 - Høvding fra Blackfootstammen fra den vestlige prærie, 1849-56 Big Snake, Blackfoot Chief from the Western Prairies - Maungwudaus, ca. 1851 Portrait of Maungwudaus - Kriger fra Plains cree-stamme med cerimoniel pipe, 1859 Plains Cree warrior and pipe stem carrier |

| - Andre malerier af Paul Kane - Mrs. Clench, malet 1834-1836 - George Gurnett, malet 1845 - Buffalojagt, 1846 Buffalo Hunt - Fort Edmonton (en), 1849-56 Fort Edmonton - Assiniboineindianere jagter buffalo, 1851-56 Assiniboine hunting buffalo - Scene fra Nordvest, vinteren 1845-46 Scene in the Northwest (The Surveyor: Portrait of Captain John Henry Lefroy) - Stratovulkan i udbrud Mount St. Helens i Washington, 1847 Mount St Helens erupting at night - Big Snake, høvding for Blackfoot-indianerne, beretter om sine krigsbytter for fem underordnede høvdinge, 1851-56 Big Snake, Chief of the Blackfoot Indians, Recounting his War Exploits to Five Subordinate Chiefs - En kvinde væver et tæppe, 1856 A Woman Weaving a Blanket - Natlig spydfiskeri Spearfishing at night - Indianerlejr ved Fort Colville Indian camp at Ft. Colville |

| - Feltskitser - Ojibwaylejr ved Lake Huron, 1845 Ojibway camp on Lake Huron - Fos i Ontario, 1845-46 French River rapids - Ojibwalandsby ved Sault Sainte Marie 1846. Ojibwa village - Vinterscene i Rocky Mountains, 1846 Winter Scene in the Rockies - Det indre af ceremonihytte, 1846 Interior of a Ceremonial Lodge - Lejr, Winnipeg River, 1846 Encampment, Winnipeg River - Såret buffalotyr, 1846 Wounded buffalo bull - Lejrslagning på prærien, 1846 Camping on the prairie - Caw Wacham ('Flathead woman'), 1847 - Et barn får sit hoved gjort fladt, 1847 Child in the process of having its head flattened - Jaspers hus, 1847 Jasper's House - Kanoer Canoes - En høvding A Chief |